# Montserrat Tarragó i Domènech
Montserrat Tarragó i Domènech (nascuda el 1954) és una activista política independentista catalana, exmembre del Front Nacional de Catalunya, d'EPOCA i de Terra Lliure.
Fou acusada, juntament amb Àlvar Valls, Josep Lluís Pèrez i Josep Pau, de participar com a membre del Front Nacional de Catalunya a l'incendi dels dipòsits de Aceites Catalanes Centro, SA (Acacesa) durant la matinada del 13 de gener de 1976.
L'1 de juliol de 1977 fou detinguda, juntament amb Carles Sastre i Josep Lluís Pérez als seus domicilis, mentre que Àlvar Valls ho fou enmig del carrer. També foren detinguts, però posats en llibertat poc després, el germà, la parella i dos companys de pis de Carles Sastre. Els càrrecs d'acusació foren la participació en l'assassinat de l'empresari Josep Maria Bultó, succeït a Barcelona el 9 de maig de 1977 quan li esclatà un artefacte bomba adherit al pit i que fou reivindicat per EPOCA. La pista que conduí la policia fou un carnet d'instal·lador de gas, oblidat per un dels assaltants al pis, que malgrat estar parcialment falsificat conservà una numeració autèntica.
Després de passar cinc mesos a presó, tots quatre foren alliberats el 10 de novembre de 1977 després que se'ls hi apliqués la Llei d'Amnistia espanyola, dos dies abans que el seu ministre de l'Interior, Rodolfo Martín Villa, sol·licités la seva derogació.
També fou acusada d'haver participat en nom d'EPOCA, i juntament a Carles Sastre, en l'assassinat del polític franquista i exalcalde de Barcelona Joaquim Viola, quan el 25 de gener de 1978 li esclatà un artefacte similar al pit mentre es trobava al seu domicili de passeig de Gràcia de Barcelona.
Fugida a la Catalunya Nord des de la seva excarceració, el 19 de gener de 1985 fou detinguda a Puigcerdà amb Jaume Fernàndez i Calvet i Carles Sastre, investigada després de l'atac reivindicat per Terra Lliure del 10 de setembre de 1981 contra la delegació d'Hisenda de Barcelona amb un explosiu de 300 grams de goma-2, del qual fou absolta l'any 1986 tant per l'Audiència Nacional com pel Tribunal Suprem.
Fruit de la detenció, fou jutjada i condemnada pel cas Bultó a quatre anys de presó per col·laboració amb organització armada. Una segona sentència, emesa l'any 1987, fou condemnada pel cas Viola a vuit anys de presó per pertinença a organització armada, tinença d'armes i falsificació de documents. El 21 de desembre de 1990 fou excarcerada de la presó de Lleida 1 després d'haver complert gairebé la meitat de la condemna, i continuà amb els seus estudis universitaris d'Història. El seu company sentimental és el també company de militància Carles Sastre i fruit de la unió nasqué la seva filla Quima.